# Léthuin
Léthuin est une commune française située dans le département d'Eure-et-Loir en région Centre-Val de Loire.

## Géographie

### Situation

Situation géographique
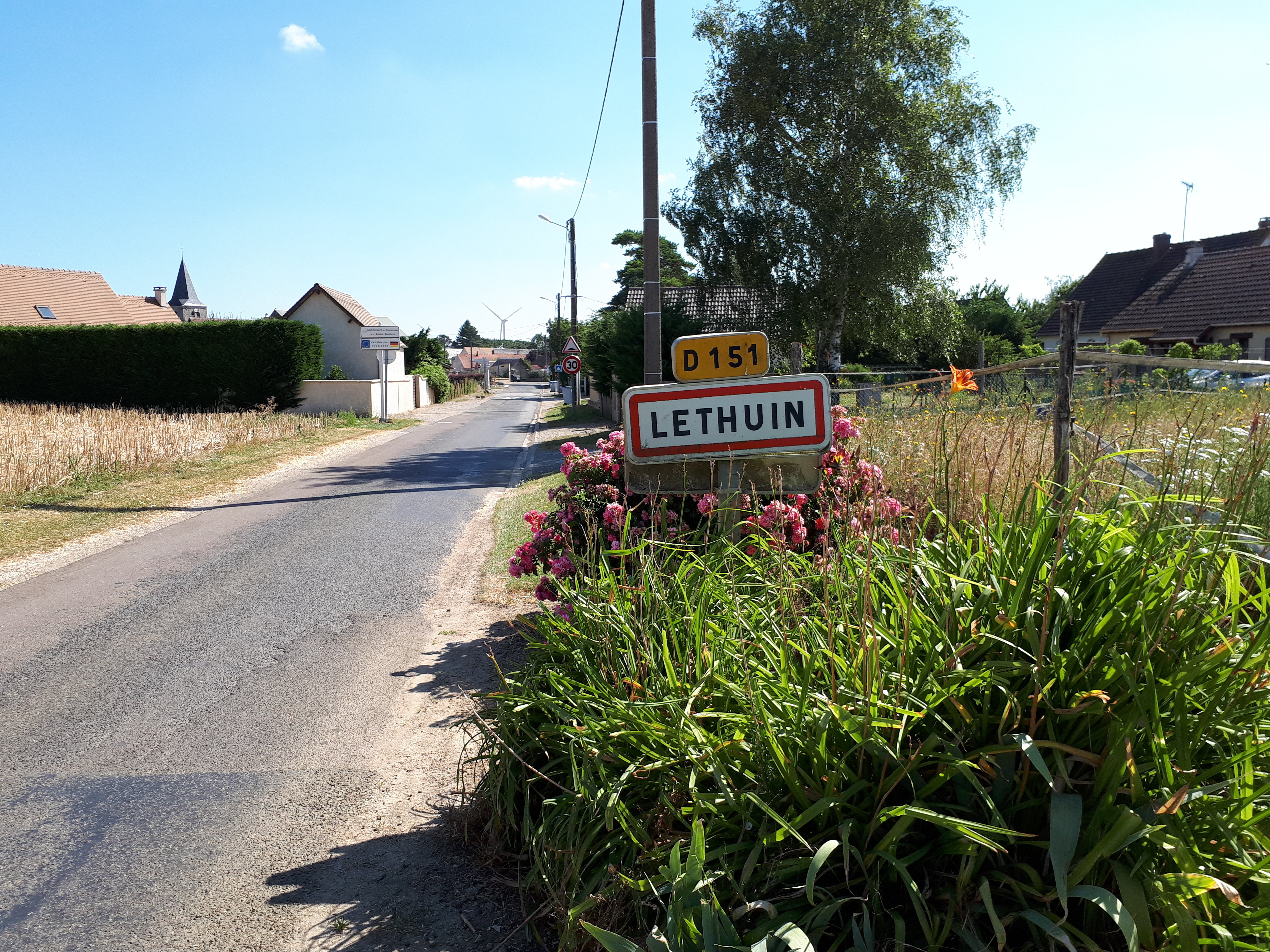
Entrée de Léthuin.
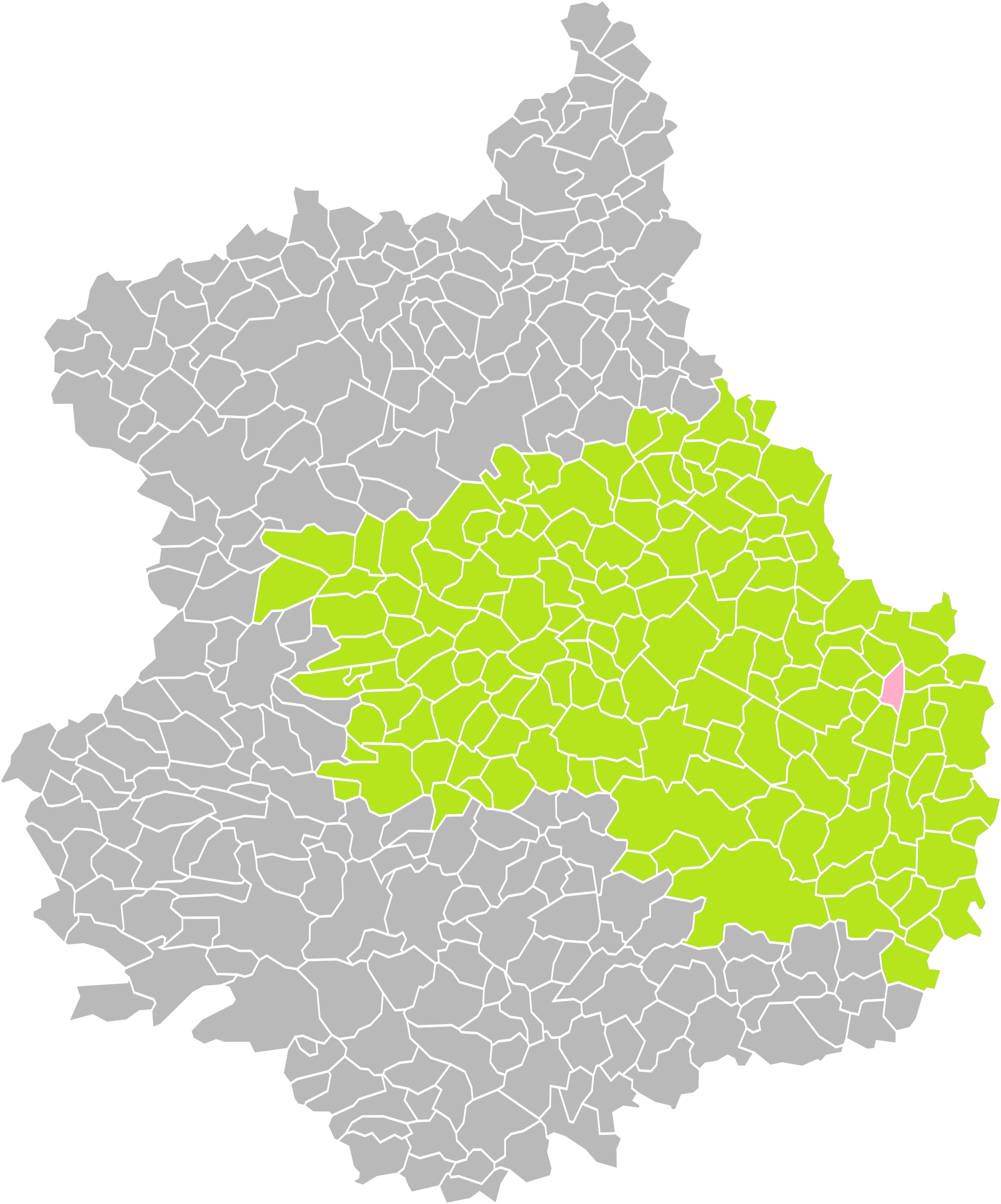
Léthuin dans son arrondissement.
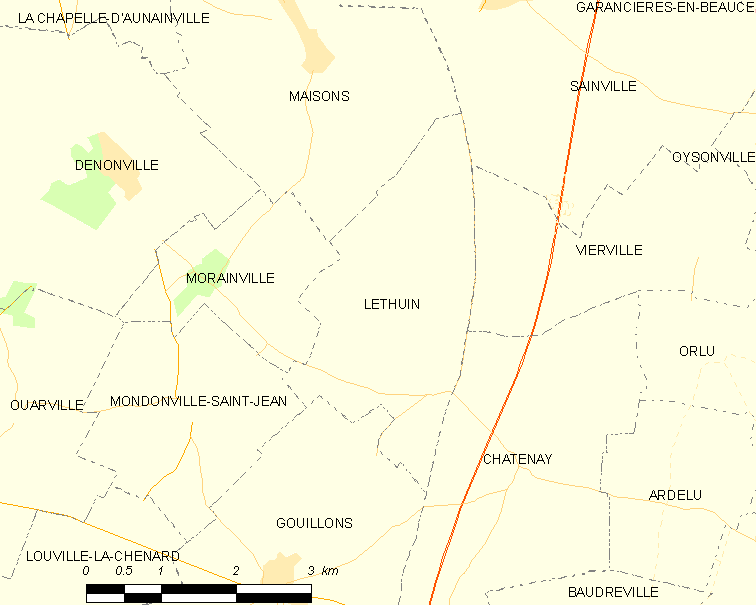
Carte de la commune de Léthuin.

### Communes limitrophes
| Maisons                | Sainville |           |
| Morainville            | Léthuin   | Vierville |
| Mondonville-Saint-Jean | Gouillons | Châtenay  |

### Climat
Pour des articles plus généraux, voir Climat du Centre-Val de Loire et Climat d'Eure-et-Loir.
En 2010, le climat de la commune est de type climat océanique dégradé des plaines du Centre et du Nord, selon une étude du CNRS s'appuyant sur une série de données couvrant la période 1971-2000. En 2020, Météo-France publie une typologie des climats de la France métropolitaine dans laquelle la commune est exposée à un climat océanique altéré et est dans la région climatique  Sud-ouest du bassin Parisien, caractérisée par une faible pluviométrie, notamment au printemps (120 à 150 mm) et un hiver froid (3,5 °C). 
Pour la période 1971-2000, la température annuelle moyenne est de 10,5 °C, avec une amplitude thermique annuelle de 15,2 °C. Le cumul annuel moyen de précipitations est de 640 mm, avec 10,8 jours de précipitations en janvier et 7,6 jours en juillet. Pour la période 1991-2020, la température moyenne annuelle observée sur la station météorologique de Météo-France la plus proche, sur la commune de Sainville à 5 km à vol d'oiseau, est de 11,3 °C et le cumul annuel moyen de précipitations est de 655,5 mm,. Pour l'avenir, les paramètres climatiques de la commune estimés pour 2050 selon différents scénarios d'émission de gaz à effet de serre sont consultables sur un site dédié publié par Météo-France en novembre 2022.

## Urbanisme

### Typologie
Au 1er janvier 2024, Léthuin est catégorisée commune rurale à habitat dispersé, selon la nouvelle grille communale de densité à 7 niveaux définie par l'Insee en 2022.
Elle est située hors unité urbaine. Par ailleurs la commune fait partie de l'aire d'attraction de Paris, dont elle est une commune de la couronne,. 

### Occupation des sols
L'occupation des sols de la commune, telle qu'elle ressort de la base de données européenne d’occupation biophysique des sols Corine Land Cover (CLC), est marquée par l'importance des territoires agricoles (100 % en 2018), une proportion identique à celle de 1990 (100 %). La répartition détaillée en 2018 est la suivante : 
terres arables (100 %). L'évolution de l’occupation des sols de la commune et de ses infrastructures peut être observée sur les différentes représentations cartographiques du territoire : la carte de Cassini (XVIIIe siècle), la carte d'état-major (1820-1866) et les cartes ou photos aériennes de l'IGN pour la période actuelle (1950 à aujourd'hui).

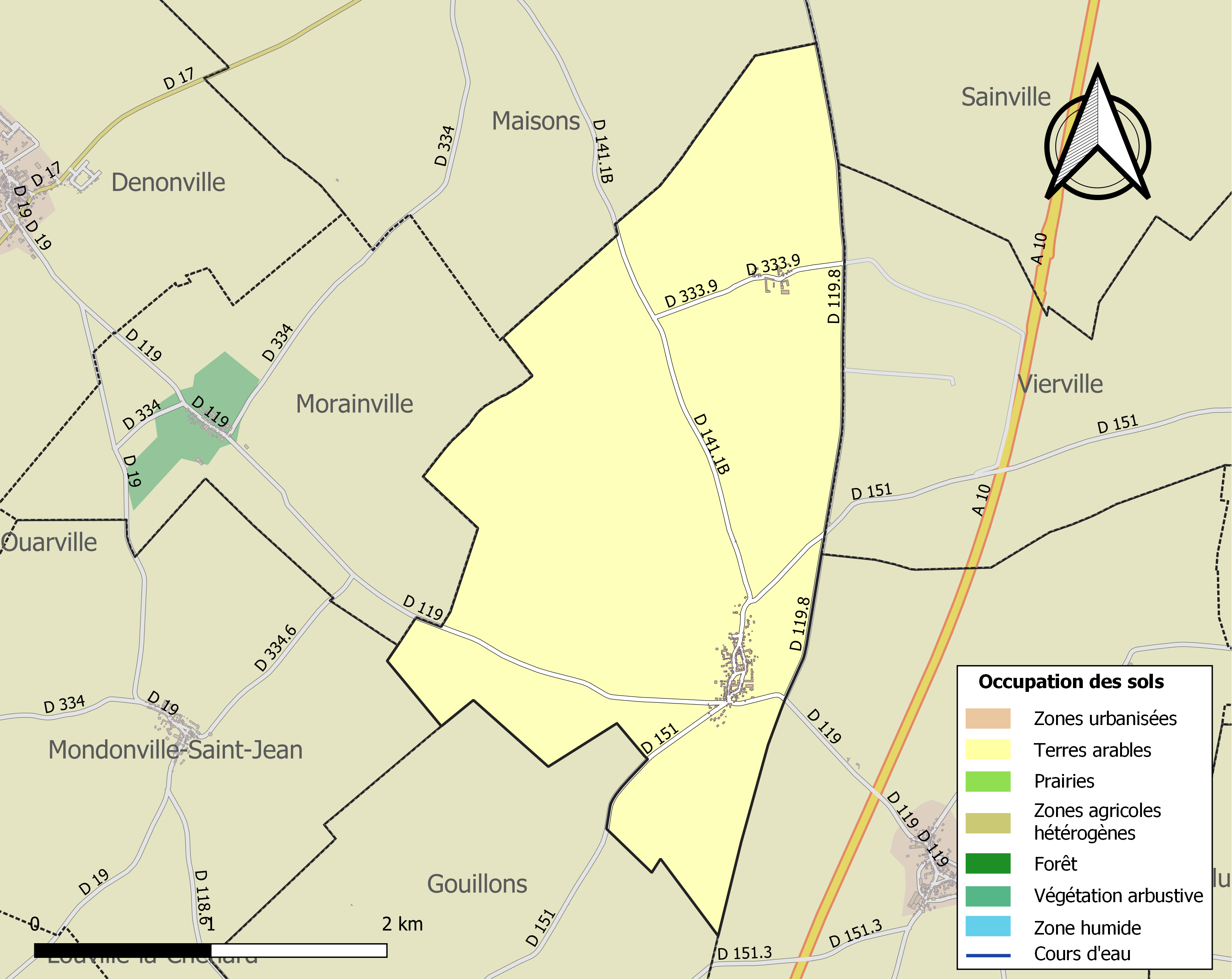
Carte des infrastructures et de l'occupation des sols de la commune en 2018 (CLC).

### Risques majeurs
Le territoire de la commune de Léthuin est vulnérable à différents aléas naturels : météorologiques (tempête, orage, neige, grand froid, canicule ou sécheresse), inondationset séisme (sismicité très faible). Il est également exposé à un risque technologique, le transport de matières dangereuses. Un site publié par le BRGM permet d'évaluer simplement et rapidement les risques d'un bien localisé soit par son adresse soit par le numéro de sa parcelle.

#### Risques naturels
Certaines parties du territoire communal sont susceptibles d’être affectées par le risque d’inondation par débordement de cours d'eau, notamment la Pluche. La commune a été reconnue en état de catastrophe naturelle au titre des dommages causés par les inondations et coulées de boue survenues en 1999,.

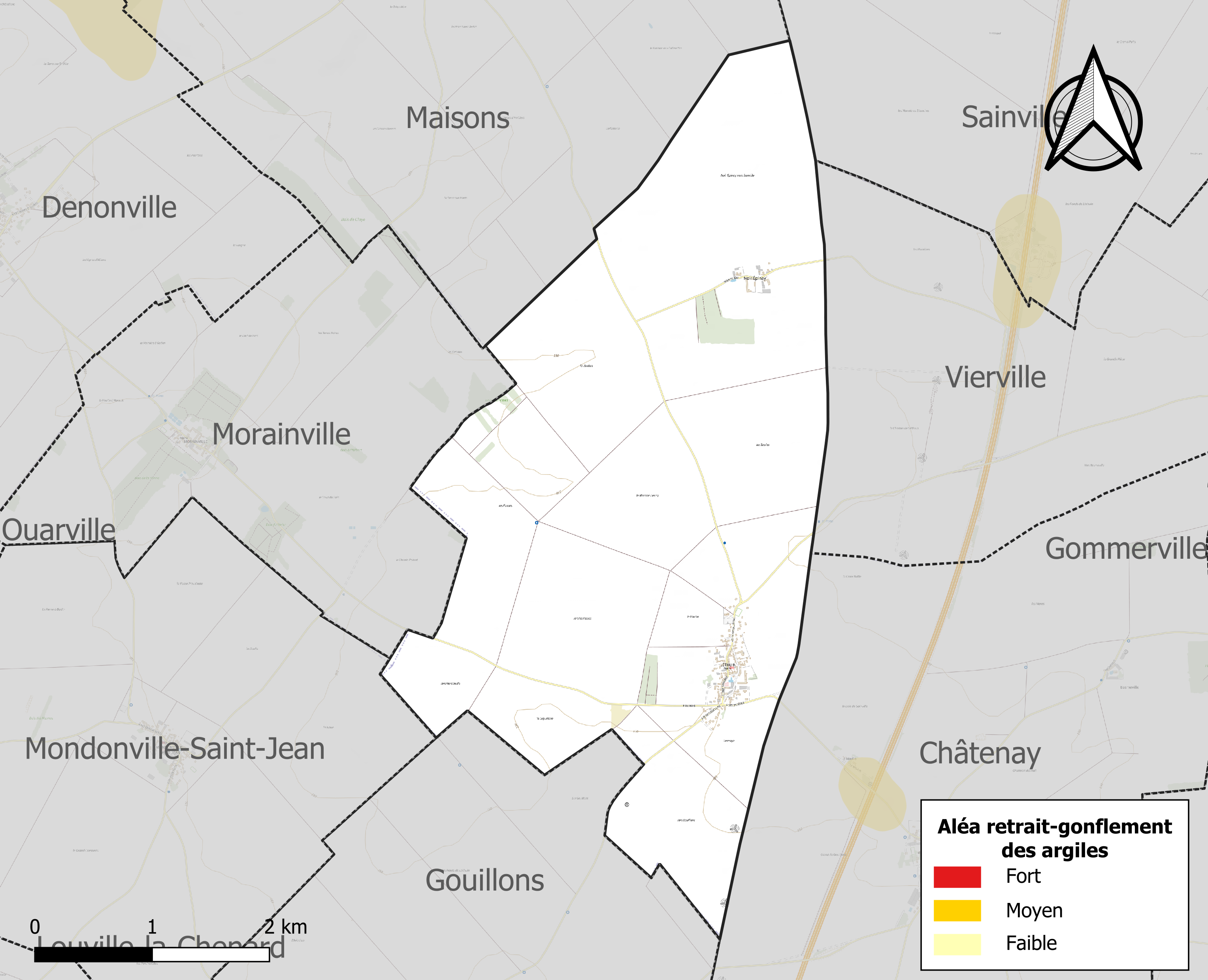
Carte des zones d'aléa retrait-gonflement des sols argileux de Léthuin.

Le retrait-gonflement des sols argileux est susceptible d'engendrer des dommages importants aux bâtiments en cas d’alternance de périodes de sécheresse et de pluie. 0 % de la superficie communale est en aléa moyen ou fort (52,8 % au niveau départemental et 48,5 % au niveau national). Sur les 89 bâtiments dénombrés sur la commune en 2019, 0 sont en aléa moyen ou fort, soit 0 %, à comparer aux 70 % au niveau départemental et 54 % au niveau national. Une cartographie de l'exposition du territoire national au retrait gonflement des sols argileux est disponible sur le site du BRGM,.
Concernant les mouvements de terrains, la commune a été reconnue en état de catastrophe naturelle au titre des dommages causés par la sécheresse en 2018 et par des mouvements de terrain en 1999.

#### Risques technologiques
Le risque de transport de matières dangereuses sur la commune est lié à sa traversée par des infrastructures routières ou ferroviaires importantes ou la présence d'une canalisation de transport d'hydrocarbures. Un accident se produisant sur de telles infrastructures est en effet susceptible d’avoir des effets graves au bâti ou aux personnes jusqu’à 350 m, selon la nature du matériau transporté. Des dispositions d’urbanisme peuvent être préconisées en conséquence.

## Toponymie
Le nom de la localité est attesté sous les formes Leston vers 1050 ; Stoniae vers 1120 ; Stonium en 1154 ; Lestonium en 1209 ; Lestuem en 1210 ; Lestolium en 1215 ; Lestuen in Belsia et Lestoen en 1230 ; Estolium en 1231 ; Leustonium en 1247 ; Lestun en Beaulce en 1487 ; Estonium vers 1120 ; Lestem vers 1250 ; Lestunum en 1365 ; Lestuing en 1466 ; Scone en 1653 ; Saint Germain et Saint-Protais de Lestuin en 1736.
 
« Il est clair que le L initial du toponyme a été le plus souvent ressenti par les clercs, à tort ou à raison, comme un article, et qu’il a donc été omis en latin. »
Ces différents noms paraissent avoir pour étymologie commune les mots Lastum et Lœstum venus du Saxon Lœde et Lœd qui indiquaient une portion de comté comprenant trois ou plusieurs centuries.

## Politique et administration

### Liste des maires
| Période                                  | Période      | Identité           | Étiquette | Qualité     |
| ---------------------------------------- | ------------ | ------------------ | --------- | ----------- |
| Mars 1971                                | Mars 2001    | Pierre Parcineau   | PCF       | Cultivateur |
| Mars 2001                                | Juillet 2020 | Jacques Lelong     | SE        | Agriculteur |
| Juillet 2020                             | En cours     | Francisco Teixeira |           |             |
| Les données manquantes sont à compléter. |              |                    |           |             |

## Population et société

### Démographie
L'évolution du nombre d'habitants est connue à travers les recensements de la population effectués dans la commune depuis 1793. Pour les communes de moins de 10 000 habitants, une enquête de recensement portant sur toute la population est réalisée tous les cinq ans, les populations de référence des années intermédiaires étant quant à elles estimées par interpolation ou extrapolation. Pour la commune, le premier recensement exhaustif entrant dans le cadre du nouveau dispositif a été réalisé en 2006.

En 2022, la commune comptait 240 habitants, en évolution de +5,26 % par rapport à 2016 (Eure-et-Loir : −0,23 %, France hors Mayotte : +2,11 %).
| 1793 | 1800 | 1806 | 1821 | 1831 | 1836 | 1841 | 1846 | 1851 |
| ---- | ---- | ---- | ---- | ---- | ---- | ---- | ---- | ---- |
| 261  | 308  | 292  | 250  | 222  | 271  | 273  | 283  | 298  |

| 1856 | 1861 | 1866 | 1872 | 1876 | 1881 | 1886 | 1891 | 1896 |
| ---- | ---- | ---- | ---- | ---- | ---- | ---- | ---- | ---- |
| 302  | 313  | 274  | 288  | 280  | 282  | 270  | 267  | 234  |

| 1901 | 1906 | 1911 | 1921 | 1926 | 1931 | 1936 | 1946 | 1954 |
| ---- | ---- | ---- | ---- | ---- | ---- | ---- | ---- | ---- |
| 234  | 243  | 214  | 164  | 164  | 165  | 159  | 173  | 178  |

| 1962 | 1968 | 1975 | 1982 | 1990 | 1999 | 2006 | 2011 | 2016 |
| ---- | ---- | ---- | ---- | ---- | ---- | ---- | ---- | ---- |
| 127  | 118  | 115  | 97   | 146  | 159  | 203  | 217  | 228  |

| 2021 | 2022 | - | - | - | - | - | - | - |
| ---- | ---- | - | - | - | - | - | - | - |
| 237  | 240  | - | - | - | - | - | - | - |

## Économie

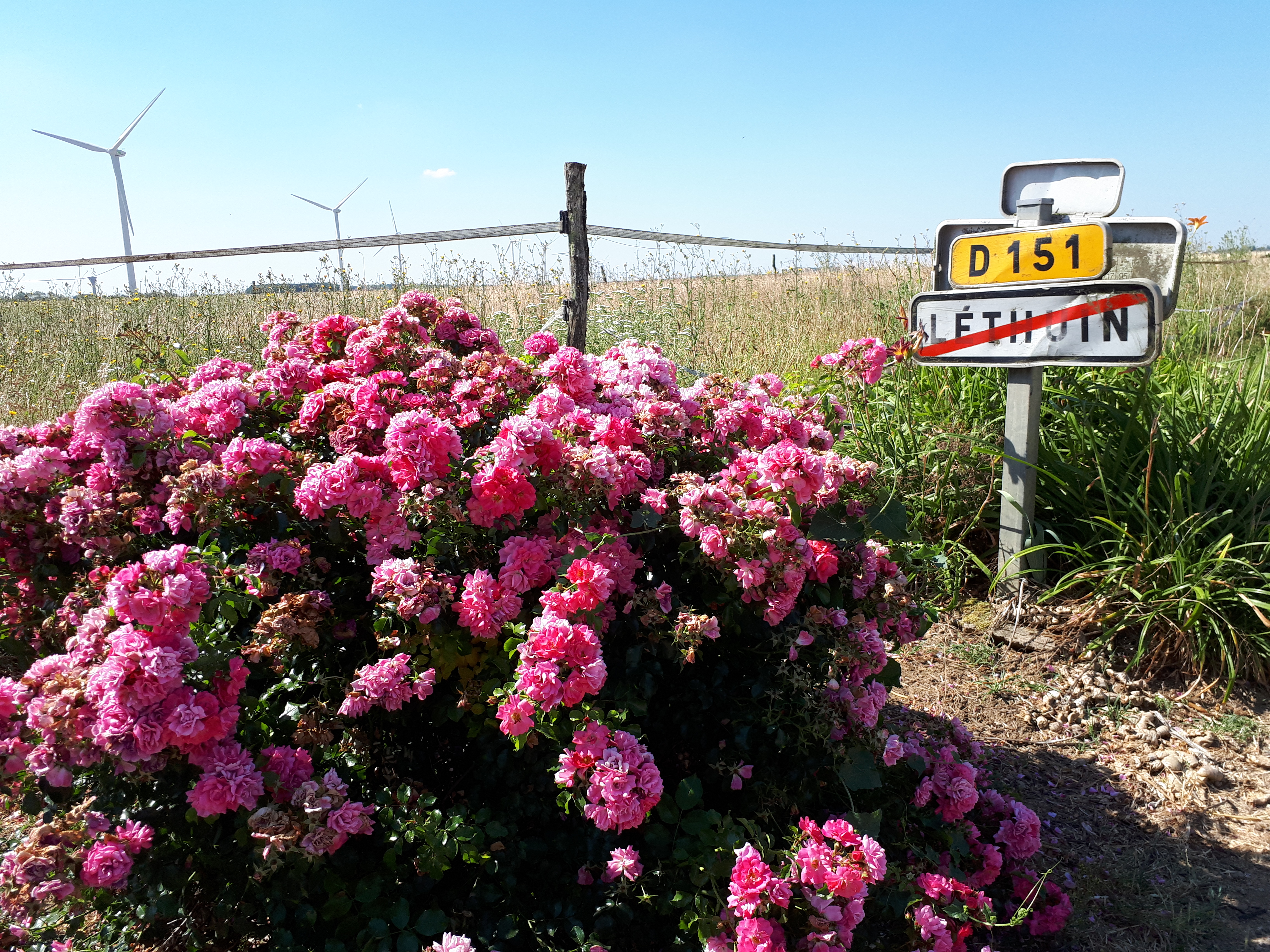
Les éoliennes de Léthuin.

### Parc éolien du chemin d'Ablis
Installé en 2008 par EDF Énergies Nouvelles, le long de l'autoroute A10 sur les communes de Léthuin, Neuvy-en-Beauce, Baudreville, Gouillons et Vierville, ce parc réunit vingt-six turbines Senvion MM92 d'une puissance de 2 MW, développant une puissance totale de 52 MW.
Sa production est équivalente à la consommation électrique annuelle de 70 000 habitants.

## Culture locale et patrimoine

### Lieux et monuments
- Église Saint-Gervais-et-Saint-Protais ;
- Monument aux morts ;
- Mare

Lieux et monuments
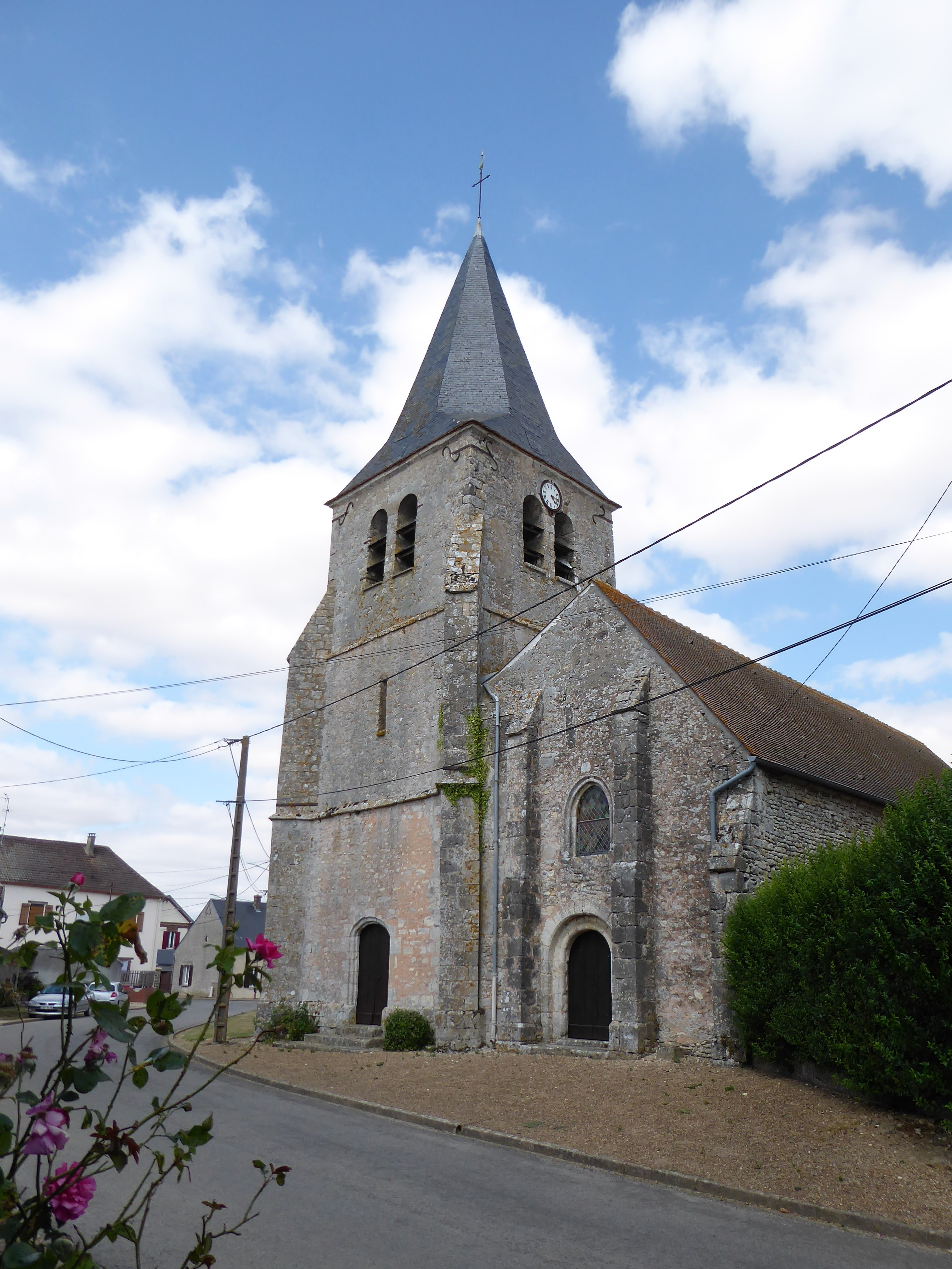
Façade ouest de l'église.
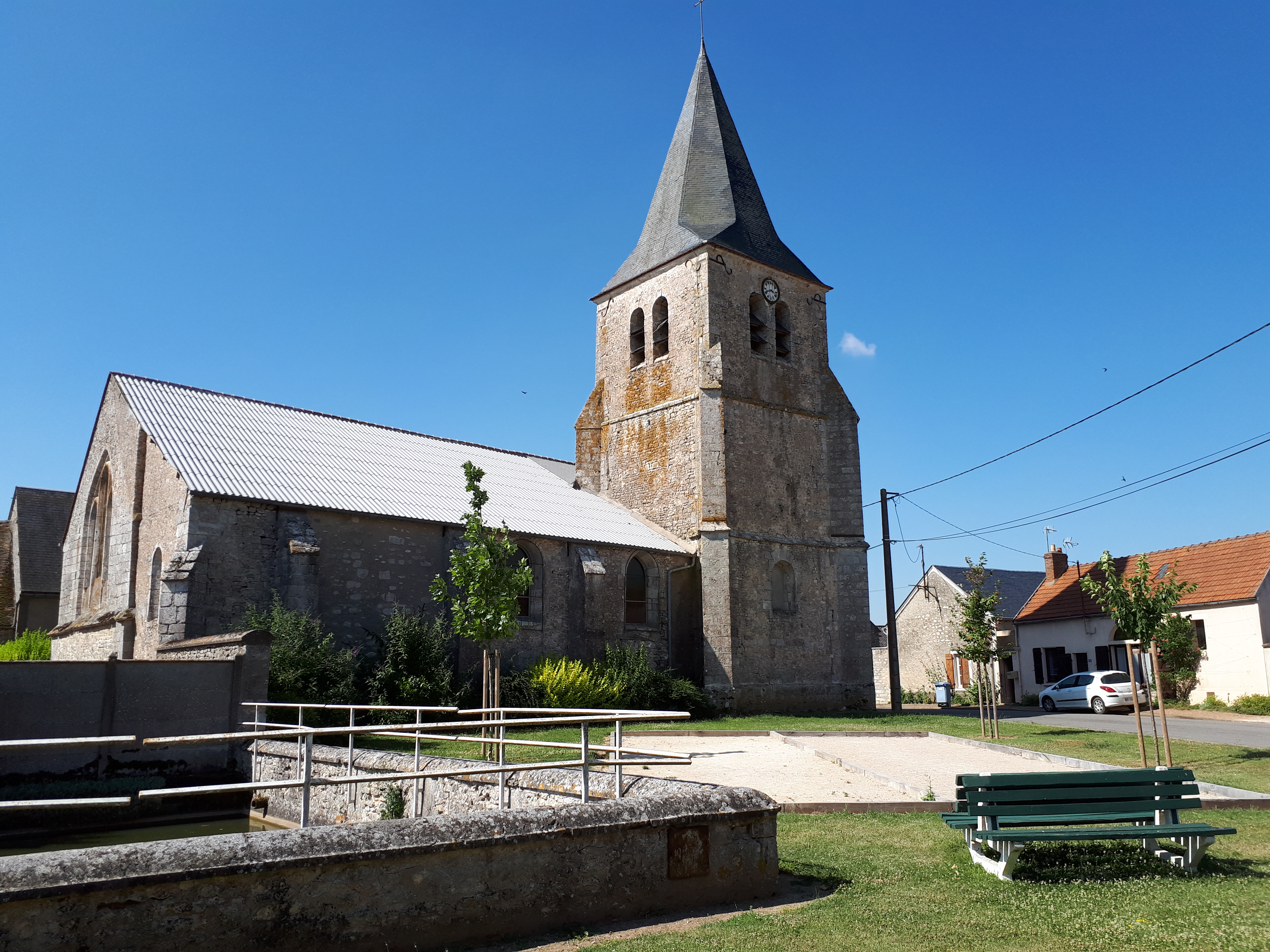
Mur nord de l'église.
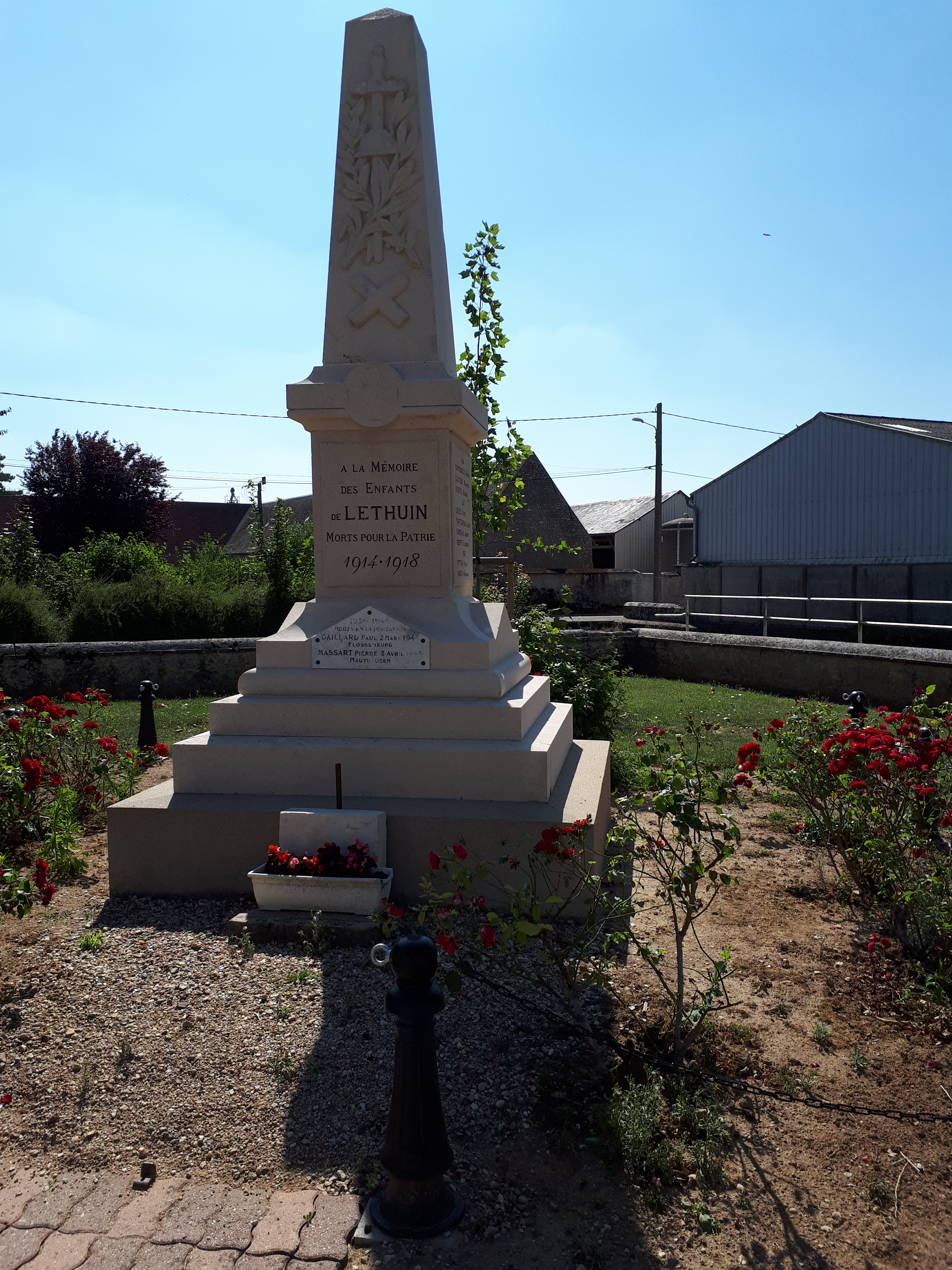
Le monument aux morts.
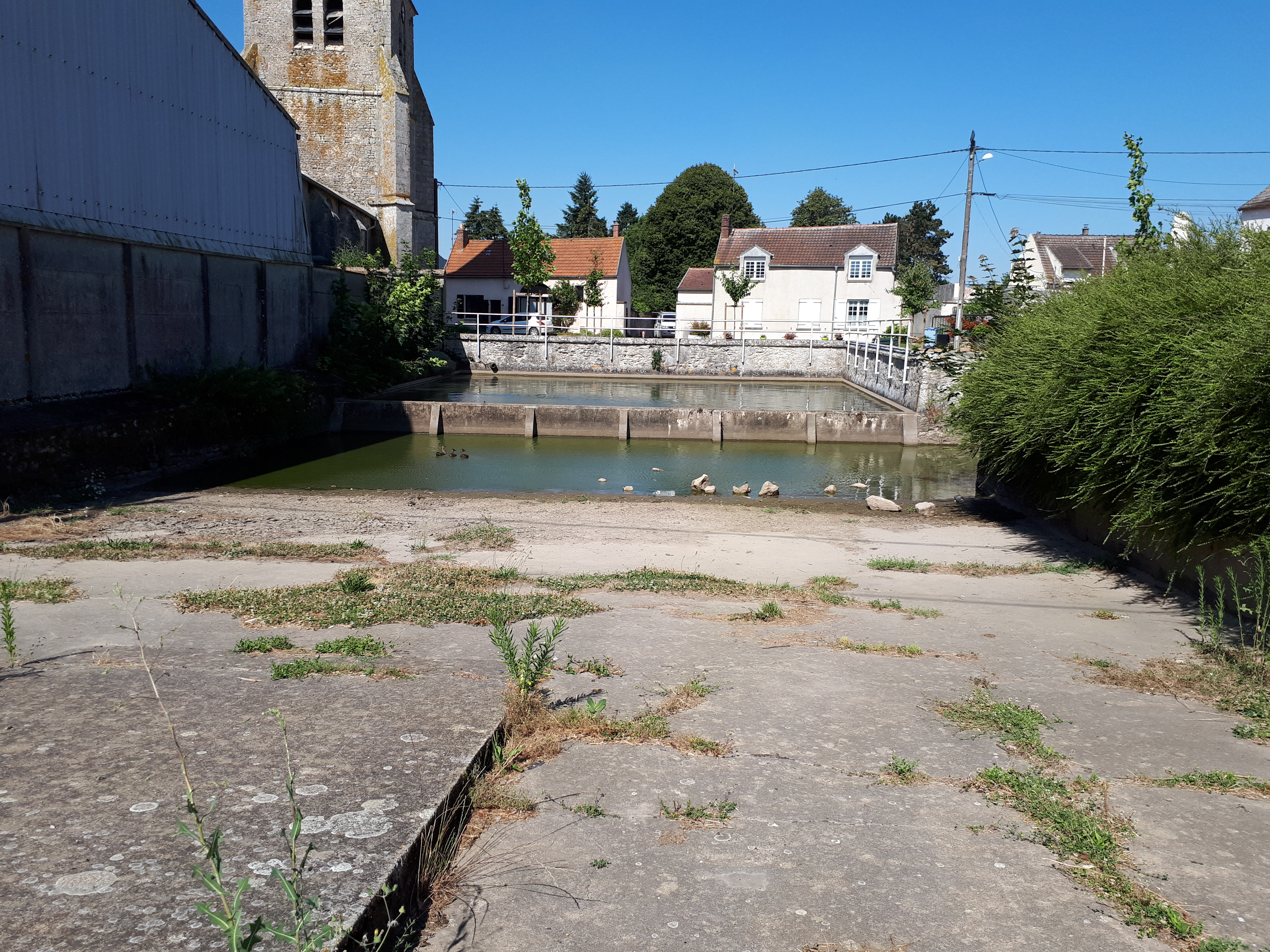
La mare aux canards.

### Personnalités liées à la commune
Le projet de dénomination des rues a été envisagé en 1972. Avec l'accord des familles, la dite "petite rue" fut baptisée rue Pierre Massart, en mémoire de cet agriculteur, résistant de la première heure, décédé en 1944 à Mauthausen des suites des sévices de la Gestapo.
Quelques années plus tard, la "grande rue" reçut le nom de Paul Gaillard. Industriel en retraite, il appartenait avec Pierre Massart au réseau Vengeance et avait pour charge d'héberger des aviateurs alliés abattus au combat lors de leurs retours de missions vers Londres, via l'Espagne.
Ces deux patriotes furent dénoncés et arrêtés par la milice en octobre 1943. Paul Gaillard mourut à Flossenburg en mars 1944.